# 박형규 (목회자)
박형규(경상남도 창원군, 1923년 ~ 2016년 8월 18일)는 대한민국의 목회자이다. 1974년 민청학련 사건으로 구속되었고 1987년 '박종철 고문살인 및 은폐조작 규탄 및 호헌철폐 범국민대회' 주관으로 구속되었다. 민주화운동을 상징하는 신앙인으로 민주화운동기념사업회 초대 이사장이다.

## 학력
- 연도 불명 ~ 1950년 : 부산대학교 철학과 중퇴
- 연도 불명 ~ 1959년 : 도쿄신학대학 학사
- 연도 불명 ~ 1963년 : 유니언신학대학대학원 석사

## 경력
- 1967년 : 한국기독학생회 총무
- 1970년 : 기독교방송 상무이사
- 1972년 : 서울제일교회 담임목사
- 1971년 ~ 1974년 : 수도권특수지역선교위원회 위원장
- 1981년 : 한국기독교장로회 총회장
- 1982년 : 기독교사회문제연구원 이사장, 한국기독교교회협의회(KNCC) 인권위원장
- 1998년 : 민족화해협력범국민협의회 상임고문
- 2001년 11월 ~ 2004년 9월 : 민주화운동기념사업회 이사장
- 2007년 ~ 2011년 : 남북평화재단 이사장

## 상훈
- 2010년 : 제25회 만해문학상